# La Roche-Maurice
 La Roche-Maurice  (en bretón Ar Roc'h-Morvan) es una población y comuna francesa, situada en la región de Bretaña, departamento de Finisterre, en el distrito de Brest y cantón de Ploudiry.

## Demografía
| 1195 | 1225 | 1254 | 1401 | 1603 | 1706 |
| Para los censos de 1962 a 1999 la población legal corresponde a la población sin duplicidades (Fuente: INSEE [Consultar]) |      |      |      |      |      |